# Tubo neumático

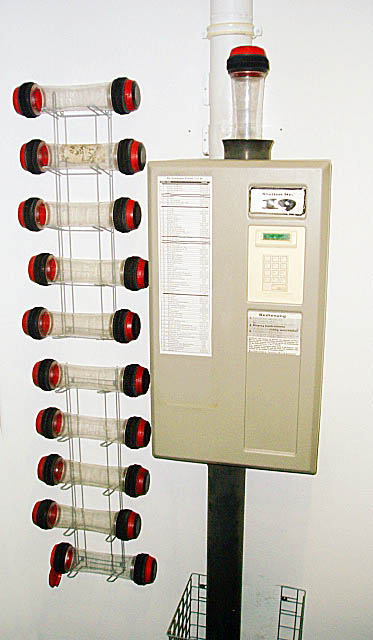
Una moderna terminal de tubos neumáticos usada en fábricas, supermercados e instalaciones médicas.

Los tubos neumáticos (o tuberías de cápsulas y tubos de Lamson) son sistemas en los cuales contenedores cilíndricos son propulsados a través de una red de tubos por medio de aire comprimido o por medio de vacío. Son usados para transportar objetos sólidos, al contrario de las tuberías comunes, que transportan gases o fluidos.
Las redes de tubos neumáticos ganaron gran prominencia a fines del siglo XIX y comienzos del siglo XX en negocios o administraciones que necesitaban transportar pequeños pero urgentes paquetes (como correo o dinero) a través de distancias relativamente cortas (dentro de un edificio o, a lo sumo, una ciudad). Algunos de esos sistemas crecieron hasta alcanzar gran complejidad, pero fueron reemplazados por métodos más modernos de comunicación y transporte de mensajería, y son ahora mucho más raros que antes.
Un pequeño número de sistemas de transporte neumático fueron construidos para grandes cargas, para competir con sistemas ferroviarios y subterráneos.

## Para servicio postal

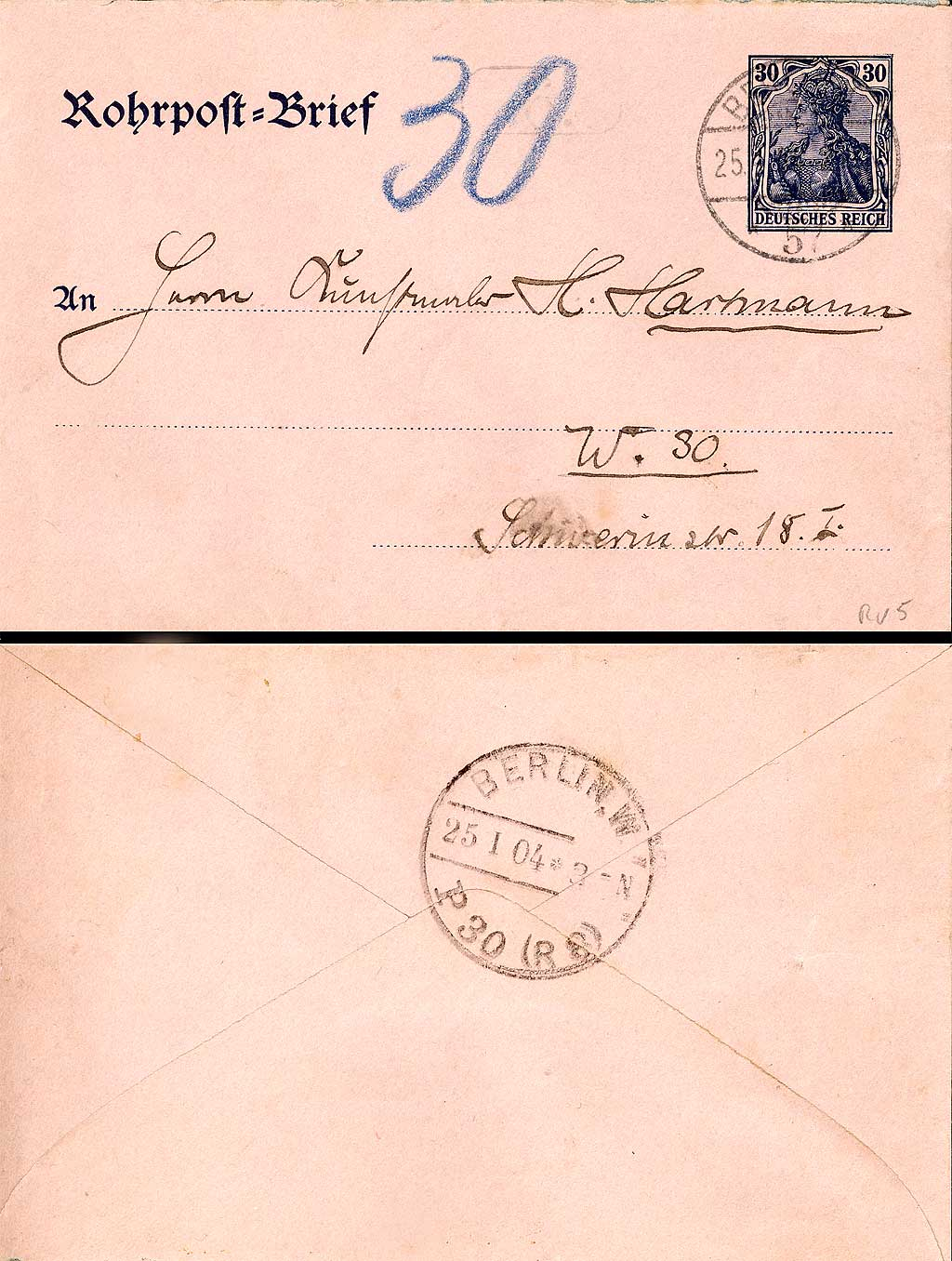
Carta enviada por tubos neumáticos desde Berlín, Alemania, 1902.

El correo neumático es un sistema para enviar cartas por tubos de aire presurizado. Fue inventado por el ingeniero escocés William Murdoch en la primera década del siglo XIX y más tarde desarrollado por la London Pneumatic Dispatch Company. Los sistemas de correo neumático fueron usados en varias grandes ciudades empezando en la segunda mitad del siglo XIX (incluyendo un poderoso sistema en Londres en 1866 diseñado para transportar humanos), pero fueron abandonados durante el siglo XX.
También se especuló que un sistema de tubos podría llevar correo a cualquier hogar en los EE. UU. Una mayor red de tubos en París fue usada hasta 1984, cuando finalmente fue abandonada a favor de las computadoras y las máquinas de fax. En Praga, en la República Checa, una red de tubos que tiene aproximadamente 60 kilómetros de largo sigue existiendo para envíos de paquetes por correo. A raíz de las Inundaciones europeas de 2002, el sistema de Praga sufrió daños, y las operaciones fueron suspendidas de forma indefinida.
Las estaciones de correo neumático usualmente conectaron oficinas de correo, bolsas de valores, bancos y ministerios. Italia fue el único país en poner en circulación estampillas (entre 1913 y 1966) específicamente para correo neumático. Austria, Francia, y Alemania pusieron en circulación enteros postales para uso neumático.
Las aplicaciones típicas actuales se encuentran en los bancos y hospitales. Muchos de los grandes minoristas utilizan tubos neumáticos para el transporte de cheques u otros documentos desde los cajeros a la oficina de contabilidad. Un sistema puede enviar objetos a una velocidad de 10 metros por segundo.

### Uso histórico
- 1853: vinculando la Bolsa de Londres hasta la estación de telégrafos de la ciudad (una distancia de 220 yardas).
- 1865: en Berlín (hasta 1976), el Rohrpost, un sistema de 400 kilómetros de largo en total en su punto máximo en 1940.
- 1866: en París (hasta 1984, 467 kilómetros de largo en total desde 1934).
- 1875: en Viena (hasta 1956).
- 1887: en Praga (hasta 2002 debido a la inundación), el correo neumático de Praga.[3]
- 1897: en la Ciudad de Nueva York (hasta 1953)
- 1934: en la ciudad de Buenos Aires 60 Kilómetros en total (hasta 1970)

## Para transporte público
El Transporte Neumático en general se refiere al transporte de gente dentro de tubos neumáticos. En 1812, George Medhurst propuso por primera vez, pero nunca aplicó, la idea de "soplar" vehículos de pasajeros a través de un túnel.
Los trenes atmosféricos, en los que un tubo fue colocado entre los carriles, con un pistón corriendo en suspensión del tren a través de una ranura de cierre hermético en la parte superior del tubo, fueron operados de la siguiente manera:
- 1844-54: El tren atmosférico de Dalkey de la ferroviaria de Dublín y Kingstown, entre Kingstown (Dún Laoghaire) y Dalkey, Irlanda (1,75 millas (2,8 km))
- 1846-47: El tren de Londres y Croydon entre Croydon y New Cross, Londres, Inglaterra (7,5 millas (12,1 km))
- 1847-48: El tren de South Devon de Isambard Kingdom Brunel entre Exeter y Newton Abbot, Inglaterra (20 millas (32,2 km))
- 1847-60: El tren de París-Saint-Germain entre Bois de Vésinet y Saint-Germain-en-Laye, Francia (2 millas (3,2 km))

En 1861, la Pneumatic Despatch Company construyó un sistema lo suficientemente grande como para mover a una persona, aunque se tenía la intención de crearlo para paquetes. El 10 de octubre de 1865, la inauguración de la nueva estación de Holborn se caracterizó por haber sido el Duque de Buckingham, el presidente, y algunos de los directores de la compañía, impulsados a través del tubo hasta Euston (un viaje de cinco minutos).
El tren neumático de Crystal Palace con 550 metros de vías fue exhibido en The Crystal Palace en 1864. Se trataba de un prototipo para un proyecto de ferrocarril neumático en Whitehall que habría pasado bajo el río Támesis que une Waterloo y Charing Cross. La excavación comenzó en 1865, pero fue suspendida en 1868 debido a problemas financieros.

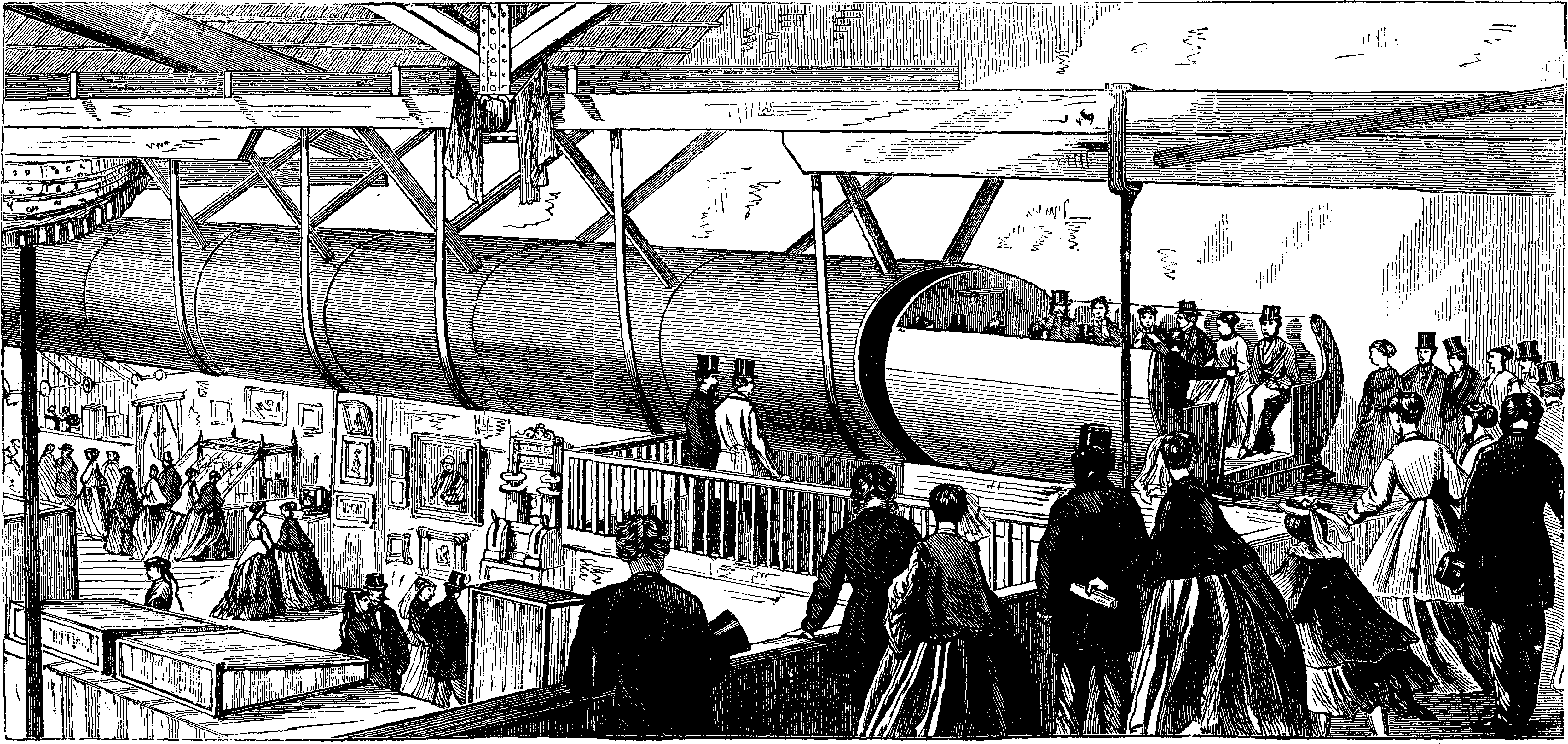
Metro elevado neumático experimental de Alfred Ely Beach en funcionamiento en 1867.

En 1867 en el American Institute Fair en Nueva York, Alfred Ely Beach expuso una tubería de 32,6 metros de largo y 1,8 metros de diámetro que era capaz de mover 12 pasajeros junto con un conductor. En 1869, el Beach Pneumatic Transit Company de Nueva York construyó en secreto una línea subterránea neumática de 95 metros de largo y 2,7 metros de diámetro bajo Broadway. La línea funcionó por unos pocos meses, siendo cerrada luego de que Beach no obtuviera el permiso de extenderla.
En la década de 1960, Lockheed y el MIT con el Departamento de Comercio de los Estados Unidos realizaron estudios de viabilidad en un sistema de vactrain impulsado por la presión atmosférica ambiente y un "péndulo gravitacional asistente" para conectar ciudades en la Costa Este de los EE. UU. Calcularon que la velocidad promedio del viaje entre Filadelfia y Nueva York sería de 174 metros por segundo, que es 626 km/h (388 mph).
Cuando estos planes fueron abandonados por ser demasiado caros, el ingeniero de Lockheed LK Edwards fundó Tube Transit, Inc. para desarrollar una tecnología basada en el "transporte de gravedad-vacío". En 1967 propuso un Área en la Bahía de Tránsito Gravedad-Vacío en California que correría al lado del sistema entonces en construcción BART. Nunca fue construido.

## Uso actual

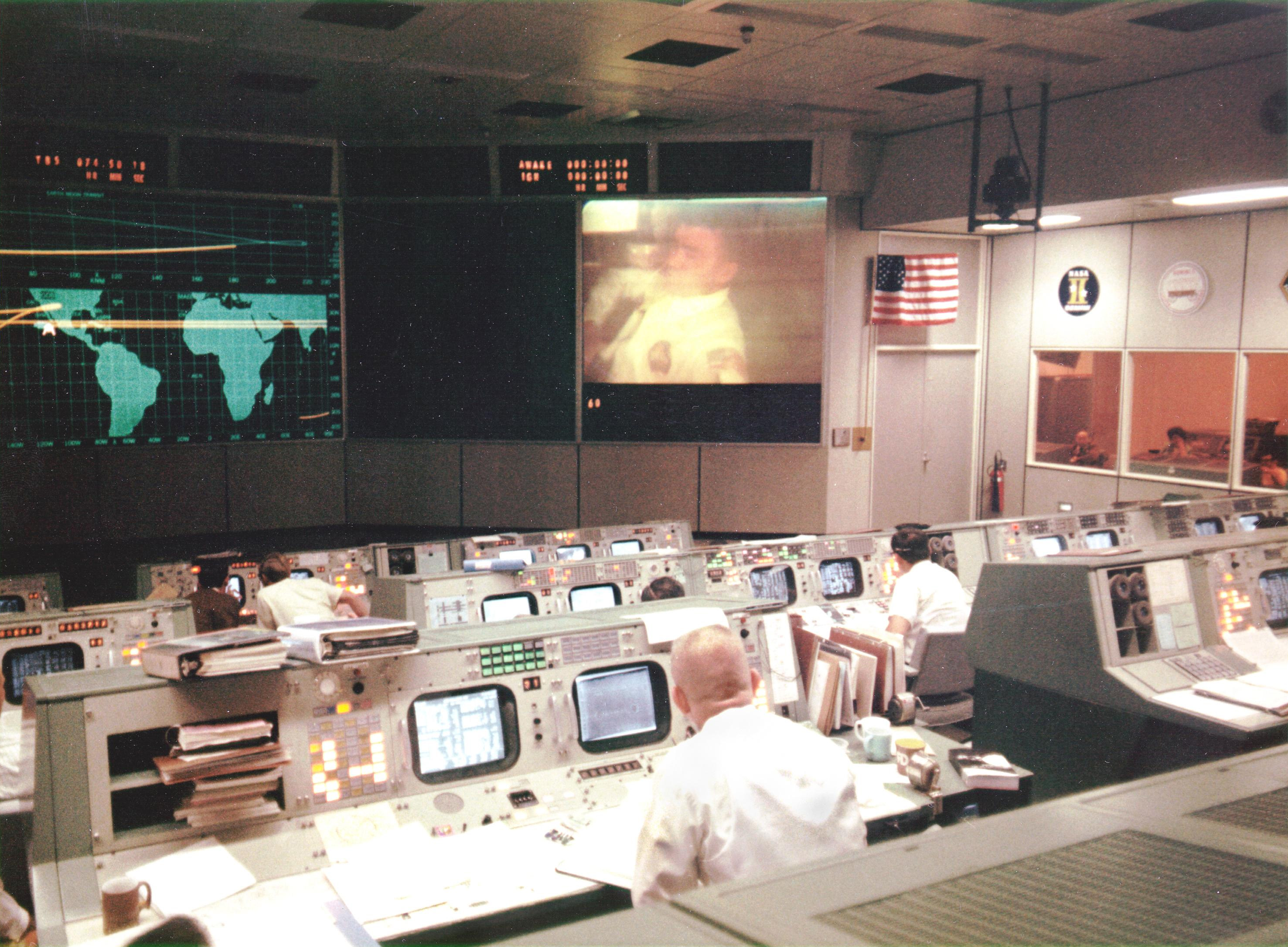
El Centro de Control de Misiones de la NASA durante la misión del Apolo 13.

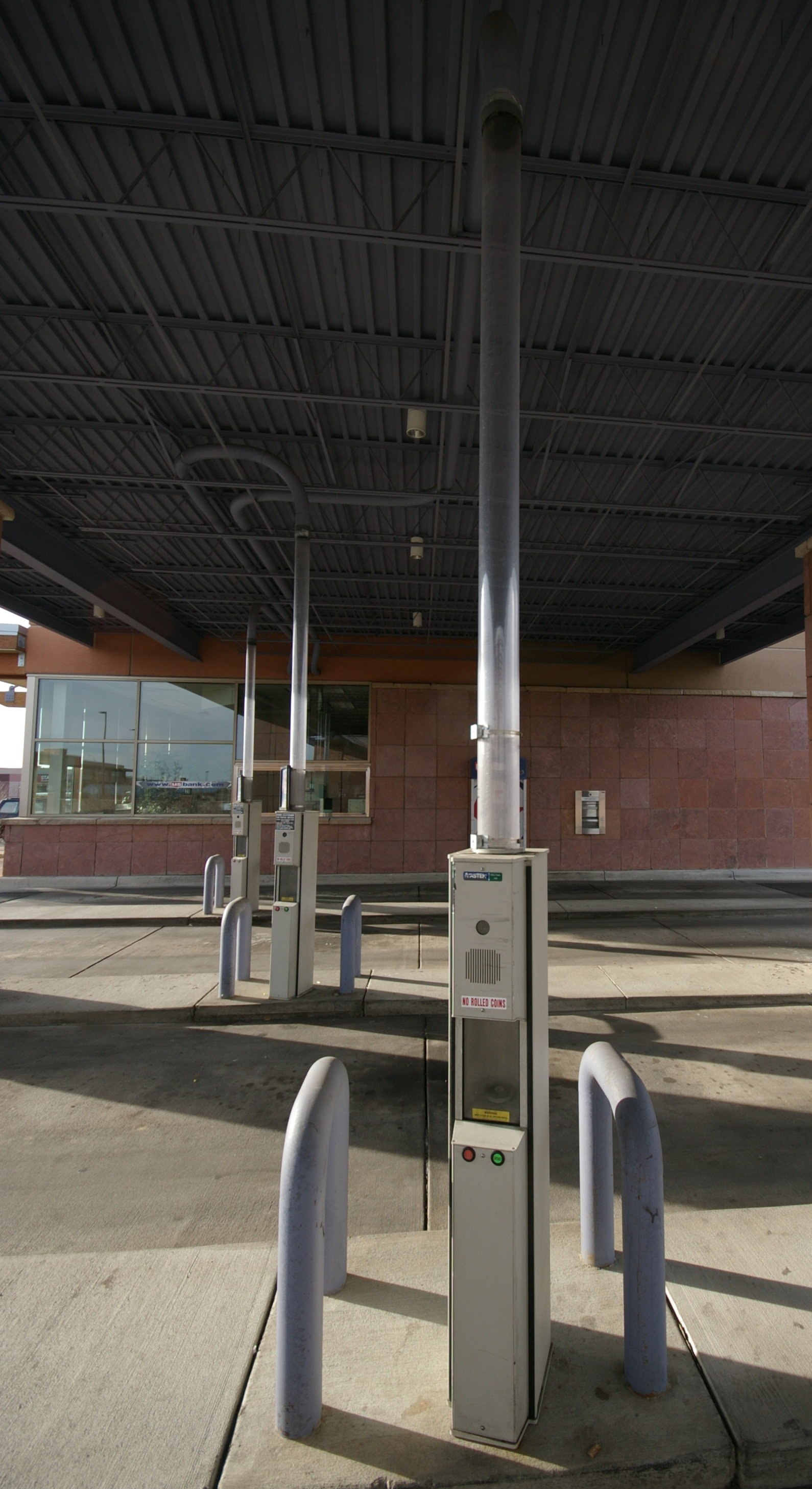
Tubos neumáticos utilizados en un banco.

En Australia, Gran Bretaña, México y otros países, los tubos neumáticos se utilizan en supermercados para enviar mensajes y dinero en efectivo al gerente de la tienda.
La tecnología aún se utiliza en menor escala. En los Estados Unidos, un gran número de bancos que atienden a los conductores utilizan tubos neumáticos para el transporte de efectivo y documentos entre los coches y los cajeros. La mayoría de los hospitales tienen un sistema de tubos neumáticos controlado por computadora para entregar los medicamentos, los documentos y muestras de los laboratorios y estaciones de enfermería. Muchas fábricas los utilizan para suministrar piezas de forma rápida en los campus de gran tamaño. Muchos grandes almacenes utilizan estos sistemas para transportar de forma segura grandes cantidades de efectivo desde las cajas registradoras hasta las oficinas traseras y para enviar cambio a los cajeros. El Centro de Control de Misiones original de la NASA en Houston, Texas, tenía tubos neumáticos conectando las consolas de control con las salas de soporte de personal. El Aeropuerto Internacional de Denver es notable por la gran cantidad de sistemas de tubos neumáticos, incluyendo un sistema de 25 cm de diámetro para mover partes de avión a lugares distantes, un sistema de 10 cm para la venta de entradas de United Airlines, y un sistema en el estacionamiento para el peaje.
En Gran Bretaña, la Cámara de los Comunes también tiene un sistema de tubos neumáticos.

## En la ficción
Cuando los tubos neumáticos empezaron a utilizarse en el siglo XIX, simbolizaron el progreso tecnológico y se imaginaba que serían comunes en el futuro. París en el siglo XX (1863) de Julio Verne incluye tubos neumáticos de trenes suspendidos que se extenderían a través de los océanos. The Twentieth Century (1882) de Albert Robida describe un París en la década de 1950 donde trenes en tubos reemplazarían a los ferrocarriles, el correo neumático sería omnipresente, y las empresas de cáterin competirían para ofrecer comidas a los hogares a través de tubos neumáticos. Looking Backward (1888) de Edward Bellamy tiene una visión del mundo en el 2000 donde distintos lugares están interconectados entre sí con tubos para la entrega de mercancías. Un Express de L'Avenir (1888), de Michel Verne cuestiona la sensibilidad de un metro transatlántico neumático. En la novela La Journée d'un journaliste américain en 2889 (1889) de Michel y Julio Verne, tubos submarinos transportan personas más rápido que los aero-trenes y la Sociedad de Suministro de Alimentos para el Hogar permite a los suscriptores recibir comidas neumáticamente.
Más tarde, debido a su uso por los gobiernos y las grandes empresas, los tubos comenzaron a simbolizar la burocracia. En la novela 1984 de George Orwell, los tubos neumáticos en el Ministerio de la Verdad reparten periódicos hasta la mesa de Winston, que contienen artículos para ser "corregidos". (En el mismo año en que Orwell escribió su libro (1949), la novela Gulf de Robert A. Heinlein ofrece una visión más neutral de su utilización en la prestación de servicios postales en general.)
En 1985, en la película Brazil, que tiene temas similares a 1984, también se usan tubos (así como otras tecnologías que parecen anacrónicas) para provocar el estancamiento de la burocracia. En el comienzo de cada episodio de la serie de televisión de 1998 Fantasy Island, una oscura versión de la original, las reservas para los futuros visitantes de la isla son enviados al diabólico Mr. Roarke por medio de tubos neumáticos desde una polvorienta y vieja agencia de viajes, haciendo que los tubos parezcan no tan burocráticos como siniestros.
El fracaso de tubos neumáticos a pesar de su potencial, como se prevé en los siglos anteriores, los ha colocado en compañía de los autos voladores y dirigibles como listos para el irónico Retrofuturismo. En la serie de 1960 de dibujos animados Los Supersónicos aparecen tubos neumáticos en los que las personas podrían ingresar, ser aspiradas hacia arriba y rápidamente ser impulsadas a su destino. En la serie de televisión animada Futurama, situada en el siglo XXXI, grandes tubos neumáticos son usados en las ciudades para transportar gente, mientras que otros más pequeños se utilizan para el transporte de correo. Los tubos en Futurama también son utilizados para describir la confusión sin fin de la burocracia: una inmensa red de tubos neumáticos conecta todas las oficinas en la Ciudad de Nueva Nueva York a las «Oficinas Burócratas Centrales», con todas las cápsulas depositadas directamente en una enorme pila en la sala de presentación principal, sin clasificación u organización.
En la serie de televisión estadounidense Lost, la estación de investigación Pearl de la Iniciativa Dharma tiene un sistema de tubos neumáticos. El personaje Locke puso su dibujo del mapa de una puerta blindada en el tubo sin una cápsula. Fue succionado por el tubo, indicando que el sistema seguía funcionando. Los tubos de la Perla llevan a un depósito de cápsulas.
En la novela de Kurt Vonnegut Matadero cinco los tubos neumáticos son usados como un medio de transporte de información de un lugar al otro cuando las noticias son cubiertas por artículos.